# Station Den Haag Mariahoeve
Station Den Haag Mariahoeve is een spoorwegstation op de grens van Den Haag en Leidschendam-Voorburg aan de Spoorlijn Amsterdam - Rotterdam. Het station werd geopend op 22 mei 1966. In 1978 werd het baanvak daar verbreed: er kwamen tussen de twee perronsporen twee inhaalsporen/doorrijsporen bij en ruimte voor een toekomstig eilandperron.  De passeersporen waren aangelegd met het oog op de opening van de Schiphollijn in 1981, maar ook treinen die sinds 1976 reden naar het in 1973 geopende Den Haag Centraal profiteerden van de extra capaciteit. De zijperrons kwamen daardoor veel verder uit elkaar te liggen. Hierbij werd het oude stationsgebouwtje afgebroken en nadien opgebouwd en in een nieuw kantorencomplex opgenomen. Lag station Den Haag Mariahoeve de eerste jaren nog min of meer in de weilanden, na 1990 is het vrijwel helemaal omsloten door bebouwing.
Tussen 1987 en 1996 werden er tussen dat station en Leiden het aantal sporen uitgebreid van twee naar naar vier. Het aantal sporen hoefde op het station Mariahoeve zelf niet meer uitgebreid te worden. Wel is er in 1995, of eerder, het eilandperron gebouwd in de in 1978 vrijgehouden ruimte tussen de sporen.
Het station heeft daarmee sinds 1995 twee zijperrons en een eilandperron. 

## Treinen
Het station wordt in de dienstregeling 2025 door de volgende treinseries bediend:
| Serie | Treinsoort    | Route | Bijzonderheden                                                                        |
| ----- | ------------- | --- | ------------------------------------------------------------------------------------- |
| 4300  | Sprinter (NS) | Den Haag Centraal – Den Haag Mariahoeve – Leiden Centraal – Schiphol Airport – Amsterdam Zuid – Weesp – Almere Centrum – Almere Buiten – Almere Oostvaarders – Lelystad Centrum |                                                                                       |
| 6300  | Sprinter (NS) | (Den Haag Centraal – Den Haag Mariahoeve – ) Leiden Centraal – Heemstede-Aerdenhout – Haarlem                                                                                   | Rijdt na 20:00 uur en op vrijdag en in het weekend tussen Leiden Centraal en Haarlem. |

## Afbeeldingen

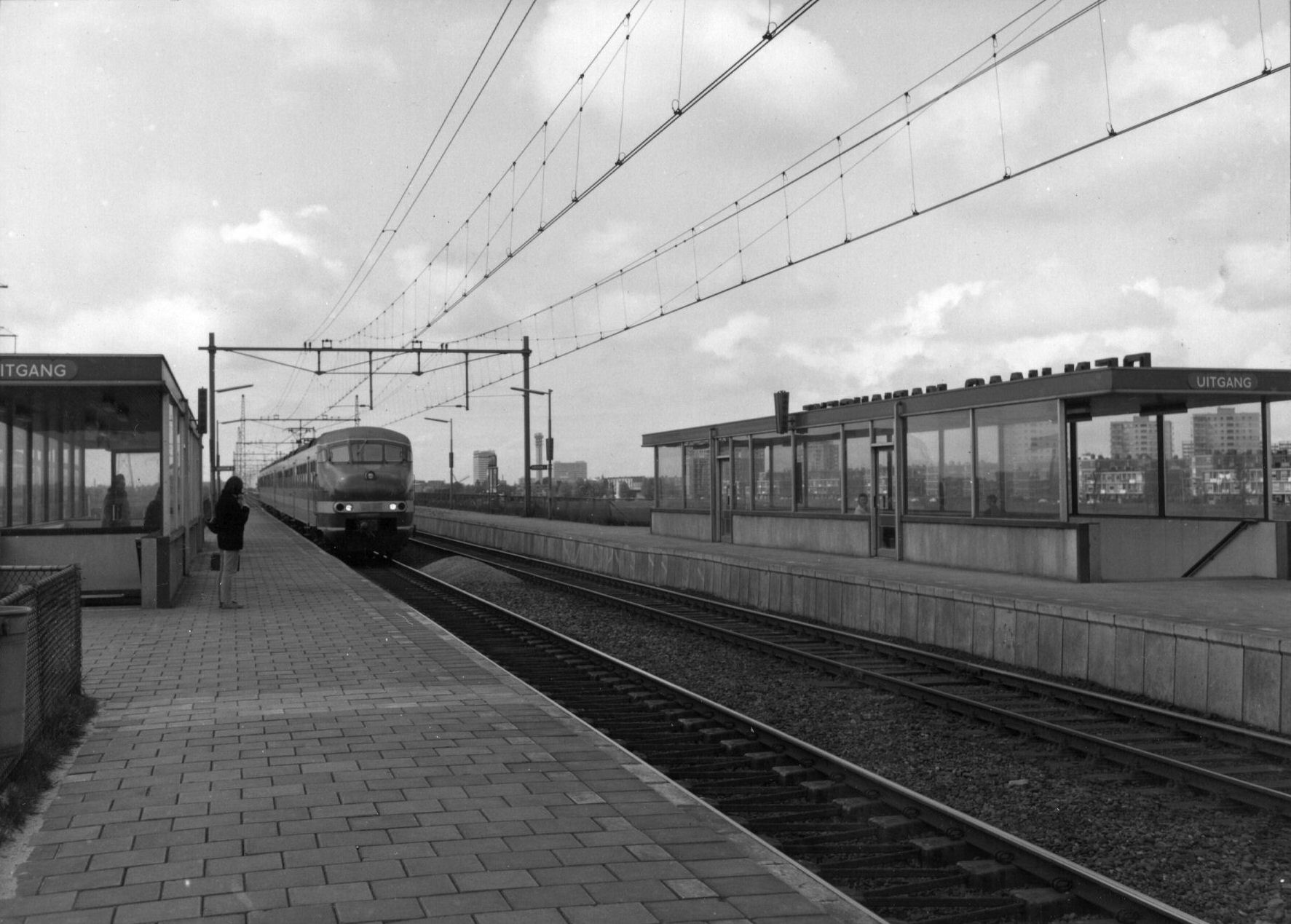
Het nog tweesporige station in 1968, voor de uitbreiding rond 1978.
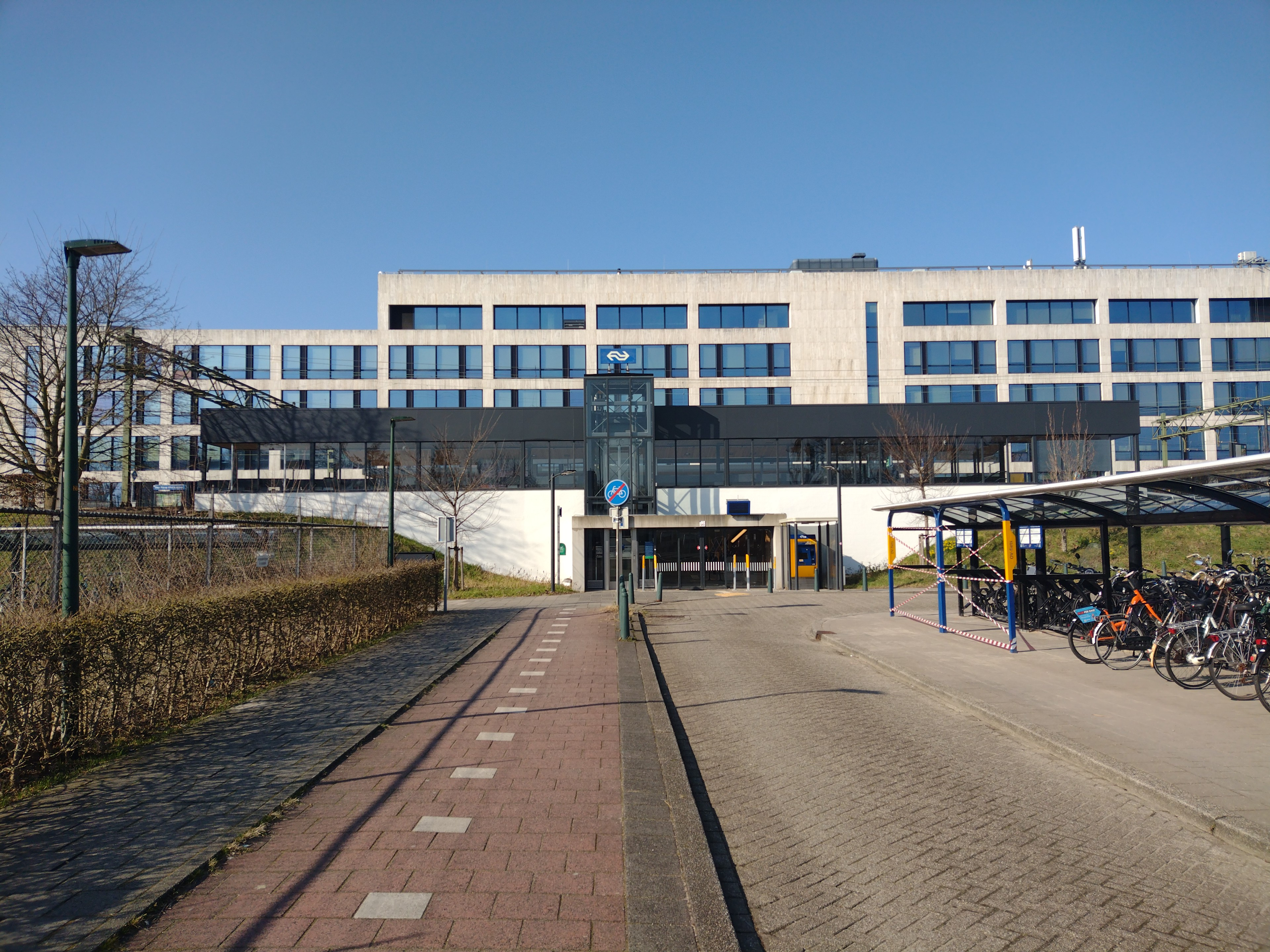
Oostzijde
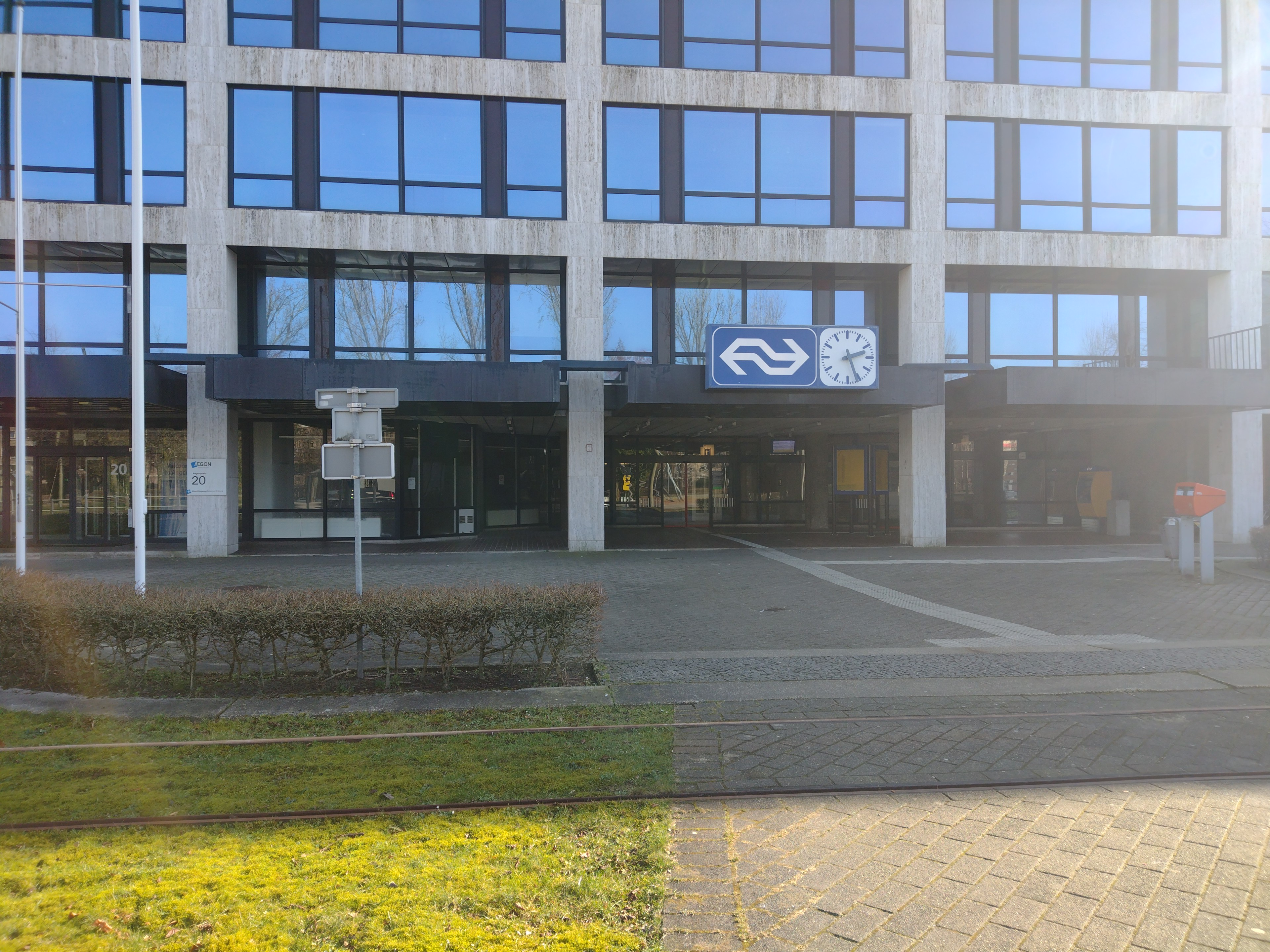
Westzijde
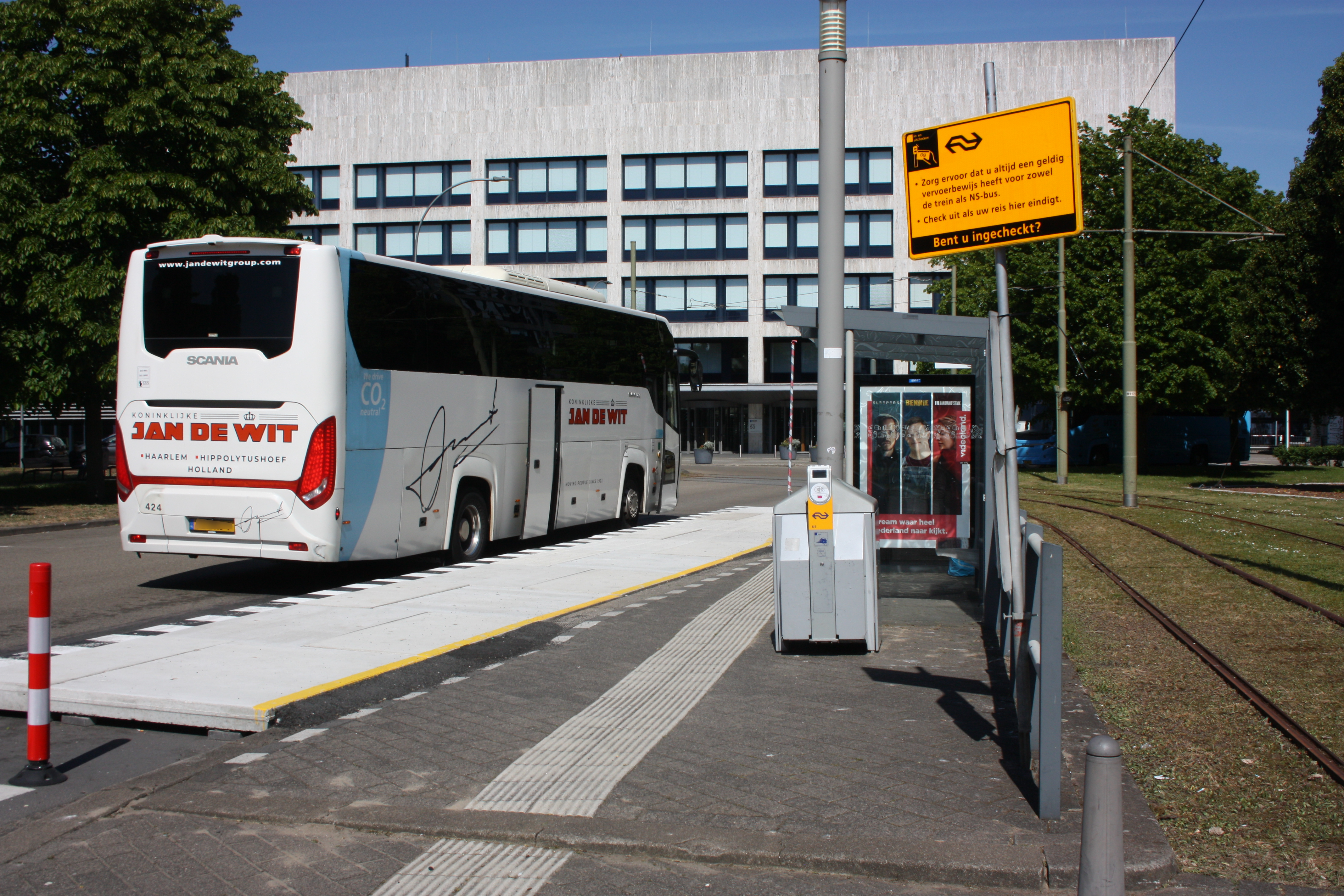
Treinvervangend busvervoer op het station

## Ontwikkeling aantal reizigers
Het aantal door NS vervoerde reizigers (per gemiddelde werkdag) ontwikkelde zich sedert 2019 als volgt:
| Jaar | Aantal reizigers |
| ---- | ---------------- |
| 2019 | 3.248            |
| 2020 | 1.203            |
| 2021 | 1.337            |
| 2022 | 1.935            |
| 2023 | 2.451            |
| 2024 | 2.379            |

−1: Amsterdam Centraal ·
−1: Amsterdam Westerdok ·
0: Amsterdam Willemspoort ·
0: Amsterdam d'Eenhonderd Roe ·
3: Amsterdam Sloterdijk ·
9: Halfweg-Zwanenburg ·
14: Haarlem Spaarnwoude
17: Haarlem ·
21: Heemstede-Aerdenhout ·
25: Vogelenzang ·
28: Hillegom ·
30: Veenenburg ·
32: Lisse ·
36: Piet Gijzenbrug ·
38: Voorhout ·
41: Postbrug ·
42: Warmond ·
46: Leiden Centraal ·
48: De Vink ·
51: Voorschoten ·
54: Statistiek ·
57: Den Haag Mariahoeve ·
59: Den Haag Laan van NOI ·
61: Den Haag HS ·
63: Den Haag Moerwijk ·
65: Rijswijk ·
69: Delft ·
71: Delft Campus ·
77: Kethel ·
80: Schiedam Centrum ·
82: Beukelsdijk ·
84: Rotterdam Delftse Poort ·
84: Rotterdam Centraal
Alphen a/d Rijn ·
Arkel · 
Barendrecht · 
Bodegraven · 
Boskoop · 
-Snijdelwijk · 
Boven Hardinxveld · 
Capelle Schollevaar · 
De Vink · 
Delft · 
-Campus · 
Den Haag:
-Centraal · 
-HS ·
-Laan van NOI · 
-Mariahoeve · 
-Moerwijk · 
-Ypenburg · 
Dordrecht · 
-Stadspolders ·
-Zuid ·
Gorinchem · 
Gouda · 
-Goverwelle · 
Hardinxveld:
-Blauwe Zoom · 
-Giessendam · 
Hillegom · 
Lansingerland-Zoetermeer · 
Leiden:
-Centraal · 
-Lammenschans · 
Nieuwerkerk a/d IJssel · 
Rijswijk · 
Rotterdam:
-Alexander · 
-Blaak · 
-Centraal · 
-Lombardijen · 
-Noord · 
-Stadion · 
-Zuid · 
Sassenheim · 
Schiedam Centrum · 
Sliedrecht · 
-Baanhoek · 
Voorburg · 
Voorhout · 
Voorschoten ·
Waddinxveen · 
-Noord ·
-Triangel ·
Zoetermeer · 
-Oost · 
Zwijndrecht
Geplande stations:
Gorinchem Noord · Hazerswoude-Koudekerk · Schiedam Kethel
Voormalige stations: zie de lijst van voormalige spoorwegstations in Zuid-Holland